# Jan Krzysztof Kluk
Jan Krzysztof Kluk (13 de septiembre de 1739 – 2 de julio de 1796) fue un botánico agrónomo, entomólogo y taxónomo polaco.
Vivió toda su vida en Ciechanowiec, donde también fue cura. Kluk clasificó varios taxones de Lepidoptera, incluyendo Nymphalis, Heliconius, además del genus Danaus, tomando como especie tipo a la mariposa monarca para el nuevo género.
There is a Krzysztof Kluk Museum of Agriculture in Ciechanowiec.

## Obra
Escribió el multi-volumen Zwierząt domowych i dzikich, osobliwie krajowych historii naturalnej początki i gospodarstwo (La historia natural de los animales domésticos y silvestres, polacos y de granja) publicado en Warszawa en 1780. Otra notable obra, en tres vols. fue Dykcjonarz roślinny... (Dictionario Botánico) publicado de 1786 a 1788 en Varsovia (vol. I - 1786, vol. II - 1787, vol. III - 1788). Ese Dictionario contiene entradas en latín en orden alfabético comprendiendo 1.536 especies de plantas polacas y extrañas. Es capital señalar, que están los nombres en latín y los vulgares en polaco.

## Publicaciones acerca de Jan Krzysztof Kluk
El prof. Gabriel Brzęk escribió varios libros biográficos acerca de Jan Krzysztof Kluk:
- Krzysztof Kluk jako szermierz postępowych idei społecznych polskiego Oświecenia (1958)
- Krzysztof Kluk (1739-1796) jako przyrodnik polskiego oświecenia (1973)
- Krzysztof Kluk (1977)
- La abreviatura «Kluk» se emplea para indicar a Jan Krzysztof Kluk como autoridad en la descripción y clasificación científica de los vegetales.[6]